# Tuc d'Arres
El Tuc d'Arres és una muntanya de 2.163 metres que es troba entre els municipis d'Arres, a la comarca de la Vall d'Aran i França.
Aquest cim està inclòs al llistat dels 100 cims de la FEEC